# Wierzchowisko (województwo małopolskie)
Wierzchowisko – wieś w Polsce położona w województwie małopolskim, w powiecie olkuskim, w gminie Wolbrom, przy drodze wojewódzkiej nr 783.
| SIMC    | Nazwa    | Rodzaj    |
| ------- | -------- | --------- |
| 0224811 | Marianów | część wsi |
| 0224828 | Wymysłów | część wsi |

W latach 1975–1998 miejscowość należała administracyjnie do województwa katowickiego.